# بلیدزبری
بلیدزبری (به سوئدی: Blidsberg) یک منطقهٔ مسکونی در سوئد است که در بخش اولریسه‌هامن واقع شده‌است. بلیدزبری ۰٫۸۷ کیلومتر مربع مساحت و ۵۰۸ نفر جمعیت دارد.